# (14808) 1981 EV27
A (14808) 1981 EV27 a Naprendszer kisbolygóövében található aszteroida. Schelte J. Bus fedezte fel 1981. március 2-án.